# Manifest für Frieden
Das Manifest für Frieden ist eine im Februar 2023 von der Politikerin Sahra Wagenknecht und der Publizistin Alice Schwarzer gestartete Online-Petition. Sie ruft den deutschen Bundeskanzler Olaf Scholz dazu auf, im Rahmen der Reaktion auf den russischen Angriffskrieg gegen die Ukraine „die Eskalation der Waffenlieferungen zu stoppen“ und sich „für einen Waffenstillstand und für Friedensverhandlungen“ einzusetzen, um „weitere Hunderttausende Tote und Schlimmeres zu verhindern“.
Die Petition wurde am 10. Februar 2023 auf change.org veröffentlicht und wird von Schwarzers Zeitschrift Emma unterstützt. Sie wurde rund 900.000-mal unterzeichnet (Stand November 2023).
Das Manifest wurde in Deutschland und im Ausland kontrovers diskutiert. Kritiker halten den Initiatorinnen und Unterstützern entgegen, dass eine Beendigung der Waffenlieferungen die völkerrechtswidrig angegriffene Ukraine schutzlos den Angriffen Russlands überlassen würde. Darüber hinaus könnte Wladimir Putin dadurch zu weiteren Übergriffen auf andere Länder ermuntert sein. Zudem würden sich Wagenknecht und Schwarzer politisch nicht ausreichend vom Rechtspopulismus abgrenzen.

## Inhalt
Zum Zeitpunkt der Veröffentlichung des Manifests nach 352 Kriegstagen seien bereits über 200.000 Soldaten und 50.000 Zivilisten getötet worden, Frauen vergewaltigt, Kinder verängstigt und „ein ganzes Volk traumatisiert“. Auch sei nicht nur die Ukraine demnächst „entvölkert“ und „zerstört“, sondern auch „viele Menschen in ganz Europa“ seien besorgt über eine „Ausweitung des Krieges“ und um die „Zukunft ihrer Kinder“.
Danach wird vorgebracht, dass die „brutal überfallene ukrainische Bevölkerung“ nun „unsere Solidarität“ brauche und zugleich hinterfragt, was derzeit „solidarisch“ wäre. Es folgen weitere unbeantwortete Fragen nach der Dauer des Krieges, dessen Ziel und einer Bemerkung der deutschen Außenministerin, die behauptet habe, dass „wir“ einen „Krieg gegen Russland“ führten.
Der Präsident der Ukraine, Wolodymyr Selenskyj, fordere jetzt auch Kampfjets, Langstreckenraketen und Kriegsschiffe für einen vollständigen Sieg der Ukraine, und „viele rote Linien“ seien in den vergangenen Monaten schon überschritten worden. Bei einem Angriff auf die Krim aber drohe ein Atomkrieg. Die Ukraine könne gegen die größte Atommacht der Welt keinen Krieg gewinnen, das sage auch der höchste Militär der USA, General Mark A. Milley, der davon spreche, dass der Krieg nur am Verhandlungstisch beendet werden könne.
Verhandeln bedeute nicht zu kapitulieren, sondern auf beiden Seiten Kompromisse zu machen, um „weitere Hunderttausende Tote und Schlimmeres zu verhindern“. So denke auch die Hälfte der deutschen Bevölkerung. Deutsche Bürgerinnen und Bürger könnten nicht auf Amerika und Russland einwirken, wohl aber auf den Bundeskanzler. Dieser wird aufgefordert, „die Eskalation der Waffenlieferungen“ sofort zu stoppen und sich „an die Spitze einer starken Allianz“ für einen Waffenstillstand und für Friedensverhandlungen zu setzen. „Denn jeder verlorene Tag kostet bis zu 1.000 weitere Menschenleben – und bringt uns einem 3. Weltkrieg näher.“

## Verfasser und Erstunterzeichner
Verfasser
- Sahra Wagenknecht, Politikerin (damals Die Linke, heute BSW)
- Alice Schwarzer, Publizistin

Erstunterzeichner (69)
- Franz Alt, Journalist (mit Bigi Alt)
- Christian Baron, Schriftsteller
- Franziska Becker, Cartoonistin
- Thilo Bode, Foodwatch-Gründer
- Peter Brandt, Historiker
- Reiner Braun, Internationales Friedensbüro (IPB)
- Andrea Breth, Regisseurin
- Ulrich Brinkmann, Soziologe
- Christoph Butterwegge, Armutsforscher
- Angelika Claußen, IPPNW Vize-Präsidentin Europa
- Daniela Dahn, Publizistin
- Rudolf Dreßler, Ex-Staatssekretär (SPD)
- Anna Dünnebier, Autorin
- Eugen Drewermann, Theologe
- Petra Erler, Geschäftsführerin (SPD)
- Valie Export, Künstlerin
- Bettina Flitner, Fotografin und Autorin
- Justus Frantz, Dirigent und Pianist
- Holger Friedrich, Verleger Berliner Zeitung
- Katharina Fritsch, Künstlerin
- Hajo Funke, Politikwissenschaftler
- Peter Gauweiler, Rechtsanwalt (CSU)
- Jürgen Grässlin, Deutsche Friedensgesellschaft
- Wolfgang Grupp, Unternehmer
- Ulrike Guérot, Politikwissenschaftlerin
- Gottfried Helnwein, Künstler
- Hannelore Hippe, Schriftstellerin
- Henry Hübchen, Schauspieler
- Wolfgang Hummel, Jurist
- Otto Jäckel, Vorstand IALANA
- Dirk Jörke, Politikwissenschaftler
- Margot Käßmann, Theologin
- Corinna Kirchhoff, Schauspielerin
- Uwe Kockisch, Schauspieler
- Matthias Kreck, Mathematiker
- Oskar Lafontaine, Ex-Ministerpräsident
- Markus Lüpertz, Künstler
- Detlef Malchow, Kaufmann
- Gisela Marx, Journalistin
- Rainer Mausfeld, Psychologe
- Roland May, Regisseur
- Maria Mesrian, Theologin
- Reinhard Mey, Musiker (mit Hella Mey)
- Klaus Moegling, Politikwissenschaftler
- Michael Müller, Vorsitzender Naturfreunde
- Franz Nadler, Connection e. V.
- Christof Ostheimer, ver.di-Vorsitzender Neumünster
- Tanja Paulitz, Soziologin
- Romani Rose, Vorsitzender Zentralrat Deutscher Sinti und Roma
- Eugen Ruge, Schriftsteller
- Helke Sander, Filmemacherin
- Michael von der Schulenburg, UN-Diplomat a. D.
- Hanna Schygulla, Schauspielerin
- Martin Sonneborn, Journalist (Die Partei)
- Jutta Speidel, Schauspielerin
- Hans-Christof von Sponeck, Beigeordneter UN-Generalsekretär a. D.
- Wolfgang Streeck, Soziologe und Politikwissenschaftler
- Katharina Thalbach, Schauspielerin
- Jürgen Todenhöfer, Politiker
- Gerhard Trabert, Sozialmediziner
- Bernhard Trautvetter, Friedensratschlag
- Erich Vad, Brigadegeneral a. D.
- Johannes Varwick, Politikwissenschaftler (Unterschrift später zurückgezogen)[3]
- Günter Verheugen, Ex-Vizepräsident EU-Kommission
- Antje Vollmer, Theologin und Politikerin (Die Grünen)
- Peter Weibel, Kunst- und Medientheoretiker
- Nathalie Weidenfeld, Schriftstellerin
- Hans-Eckardt Wenzel, Liedermacher
- Theodor Ziegler, Religionspädagoge

## Kundgebung „Aufstand für Frieden“

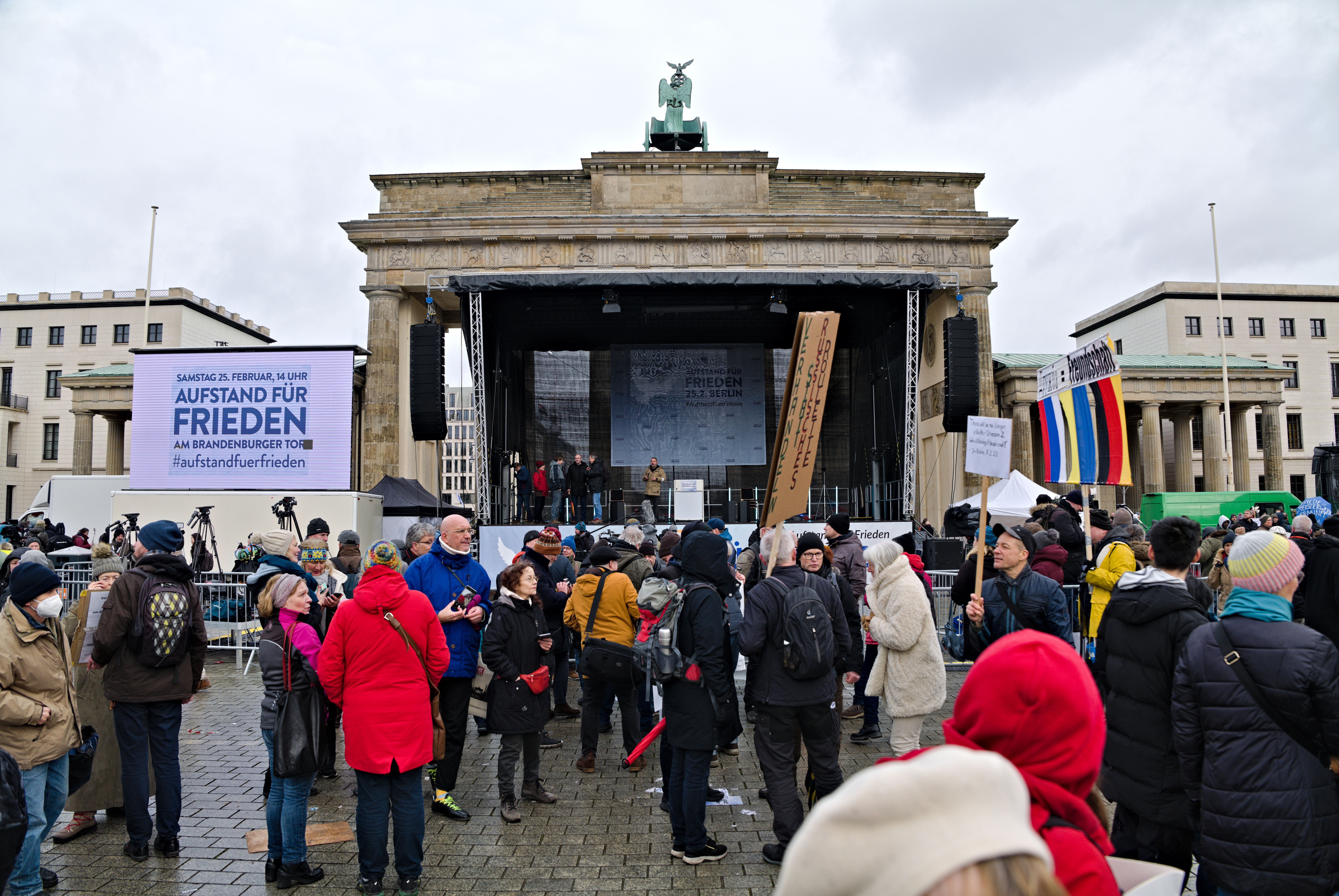
Kundgebung „Aufstand für Frieden“

Im Rahmen der Petition wurde auch zur Kundgebung Aufstand für Frieden aufgerufen, welche am 25. Februar 2023 am Brandenburger Tor stattfand. Laut Angaben der Polizei Berlin lag die Zahl der Teilnehmer bei 13.000. Nach Veranstalterangaben sollen etwa 50.000 Menschen gekommen sein. Zu Beginn wurde eine Videobotschaft des US-Ökonomen Jeffrey Sachs gezeigt; auf der Bühne redeten die Schauspielerin Corinna Kirchhoff, der Publizist Hans-Peter Waldrich, Bundeswehr-Offizier Erich Vad sowie Sahra Wagenknecht und Alice Schwarzer. Die Bundestagsabgeordnete Sevim Dağdelen (Die Linke), die ursprünglich am selben Tag als Rednerin bei einer Demonstration des Kölner Friedensforums vorgesehen war, fungierte als Versammlungsleiterin.
Laut Stern.de stammten viele Slogans der Plakate und die Fahnen aus der Friedensbewegung der 1980er Jahre; es seien auch Transparente der Linkspartei dort gezeigt worden. Wagenknecht hatte vor der Demonstration klargestellt, dass rechtsextreme Fahnen und Symbole unerwünscht seien. An der Kundgebung teilnehmenden Rechtsextremen sei es nicht gelungen, die Veranstaltung zu prägen. Die versuchte Teilnahme einer Gruppe um den rechtsextremen Compact-Herausgeber Jürgen Elsässer wurde von linken Demonstranten verhindert.
Tagesspiegel-Reporter Julius Geiler beschrieb, dass auch Rechtsextreme wie der Holocaustleugner Nikolai Nerling und die AfD-Politiker Karsten Hilse, Jörg Urban, Hans-Thomas Tillschneider, Gunnar Lindemann, Lars Hünich und Lars Günther teilnahmen. Da sie nur vereinzelt und ohne politische Zeichen oder Transparente in der Menge gestanden hätten, seien sie nur für Experten, nicht jedoch für die anderen Demonstranten als Rechte identifizierbar gewesen. Die AfD hatte sich mit den Forderungen der Demonstranten solidarisch erklärt.

## Rezeption
Das Manifest wurde in der Öffentlichkeit kontrovers diskutiert. Bei einer INSA-Umfrage aus dem Februar 2023, die rund 2.000 Personen zu ihrer Haltung gegenüber dem Manifest befragte, stimmten 39 Prozent der Befragten dem Manifest zu oder eher zu, 38 Prozent lehnten es ab oder eher ab. Neun Prozent war das Manifest „egal“, elf Prozent konnten und drei Prozent wollten keine Einschätzung abgeben.
Kritisiert wurde das Manifest wegen des Verhältnisses zu weiteren Waffenlieferungen und der Aussage der Verfasserinnen in einem Interview, dass auf der Kundgebung „jeder willkommen [sei], der ehrlichen Herzens für Frieden und für Verhandlungen demonstrieren möchte. Rechtsextreme Flaggen oder Symbole dagegen haben auf ihr nichts zu suchen und werden nicht geduldet“. Sie wurde von manchen als mangelnde Abgrenzung nach rechts wahrgenommen. Daraufhin distanzierte sich die Parteispitze der Linken und Johannes Varwick zog seine Unterschrift zurück. Jürgen Grässlin blieb der Berliner Kundgebung wegen aus seiner Sicht mangelnder Distanzierung von Rechts fern. Erstunterzeichner wie Margot Käßmann, Thilo Bode, Gerhard Trabert oder Christoph Butterwegge verteidigten ihre Unterstützung der Petition.
Michael Zinkanell vom Austria Institut für Europa- und Sicherheitspolitik (AIES) sowie Julia Smirnova und Sara Bundtzen vom Institute for Strategic Dialogue (ISD) wiesen darauf hin, dass Russland den Krieg jederzeit beenden könne – eine Option, die die Ukraine nicht habe –, und warfen der Petition vor, die Annexion der ukrainischen Gebiete sowie Russlands Angriffe auf die kritische Infrastruktur auszublenden. Die Unterstützung des Westens, auch durch Waffen, könne sogar Friedensverhandlungen wahrscheinlicher machen. Dafür müsse die Ukraine Russland weiter erfolgreich Paroli bieten können. Russische Verlautbarungen seien nicht mehr vertrauenswürdig und indem die Autoren des Manifests auf die drohende Gefahr eines russischen Nuklearschlags hinwiesen, würden sie die russischen Drohungen wiederholen und legitimieren.
Der CDU-Politiker Roderich Kiesewetter und mehrere Wissenschaftler schlossen sich als Erstunterzeichner der vom Politikwissenschaftler und ehemaligen Bundestagsreferenten für Außen- und Sicherheitspolitik Alexander Stephans gestarteten Petition Die Ukraine jetzt aufgeben? Nicht in unserem Namen! an, denn „Frieden ohne Freiheit“ sei kein Frieden. Wenig später lancierten Franziska Brandmann, die Bundesvorsitzende der Jungen Liberalen, und Johannes Winkel, Bundesvorsitzender der Jungen Union, als weiteren „Gegenaufruf“ die Petition Solidarität mit der Ukraine: Manifest für Freiheit in Europa!, die ebenfalls von einer Reihe namhafter Politiker und Wissenschaftler unterzeichnet wurde. Beide Petitionen wurden bis Anfang Juni 2023 von etwa 135.000 Menschen unterzeichnet. Eine am 24. Februar 2023 stattgefundene Demonstration in Berlin mit u. a. den Politikern Ralf Fücks, Klaus Lederer und Katja Kipping wurde als Gegenveranstaltung zur Kundgebung Aufstand für Frieden verstanden.
Kritik erntete die Forderung nach einem Stopp von Waffenlieferungen auch von der Grünen-Politikerin Katrin Göring-Eckardt. Ein Stopp von Waffen sei keine Absage an Gewalt, sondern würde weitere Gewalt an der ukrainischen Bevölkerung erwarten lassen. Daher sei ein reiner Appell an Friedensverhandlungen „nicht nur naiv, sondern auch unehrlich“. Weitere Stimmen meinten, der so geforderte Frieden wäre ein Diktatfrieden und eine „Unterwerfung der Ukraine unter Russland“ (Annalena Baerbock) bzw. eine „politische Irreführung der Bevölkerung“ mit der „Einladung an den russischen Präsidenten Wladimir Putin, die nächsten Länder zu überfallen“ (Wirtschaftsminister Robert Habeck). Ähnlich scharf äußerte sich der Militärökonom Marcus Keupp, der den Vertretern des Manifests vorwarf, sie würden von Frieden reden, aber Unterwerfung meinen. Das Manifest habe eine zutiefst „koloniale Attitüde“ – es würde die Ukraine zur Verfügungsmasse erklären und damit an „wilhelminische Zeiten“ erinnern. Der Politologe Herfried Münkler urteilte, mit dem Manifest desavouierten Wagenknecht und Schwarzer die Idee des Pazifismus und das Grundanliegen der Friedensbewegung. Der Pazifismus des frühen 20. Jahrhunderts habe sich gegen Angriffskriege gerichtet, nicht aber das Recht auf Selbstverteidigung bestritten. Das Manifest gehe stattdessen eine „Komplizenschaft“ mit dem Aggressor ein, Schwarzer und Wagenknecht betrieben damit „Putins Geschäft“. Weitere Kritik ist, dass das Manifest „Kategorien von Angriff und Verteidigung“ nivelliere oder nicht genügend unterscheide oder gar eine Täter-Opfer-Umkehr aus eigenem egoistischen Interesse heraus betreibe.
Zustimmend äußerte sich der Journalist Heribert Prantl (Süddeutsche Zeitung) in einem Gastkommentar für NDR Info: Man könne und solle Verhandlungsbereitschaft auch „herbeiverhandeln“. Dies sei „viel aussichtsreicher als der Plan, Frieden herbeizubomben“. Fabio De Masi erwähnte in der Berliner Zeitung, dass auch der portugiesische UN-Generalsekretär António Guterres vor einer weiteren Eskalation des Konflikts warne. Er zitiert außerdem den Diplomaten und Konfliktforscher Wolfgang Sporrer, der äußerte, dass „ein Ruf nach Verhandlungen nicht automatisch eine Aufforderung zur Kapitulation der Ukraine“ meine. Der AfD-Vorsitzende Tino Chrupalla äußerte sich lobend über den Aufruf und bekannte, ihn unterschrieben zu haben.
Johannes Varwick erläuterte auf RP Online, dass er trotz späteren Rückzugs seiner Unterschrift als Erstunterzeichner die Ziele des Manifestes immer noch teile und auch an der Kundgebung teilgenommen habe. Die „militärische Logik“, nach der die Ukraine weiter Territorium freikämpfen soll, um Russland unter Druck zu setzen, finde er „unverantwortlich“, denn es mache „aus strategischer Sicht keinen Sinn, sich für ein aussichtsloses Ziel zu verkämpfen“. Stattdessen sollten politische Strategien entwickelt werden. Möglich wäre eine Abkehr von der Einbindung der Ukraine in ein westliches Militärbündnis und eine Einfrierung der territorialen Veränderung der Ukraine, ohne völkerrechtliche Anerkennung, jedoch mit Beistand und Sicherheitsgarantien des Westens. Hajo Funke, ebenfalls Erstunterzeichner des Manifests, bestätigte, dass die Ukraine Waffen brauche; die gegen die „Eskalation der Waffenlieferungen“ gerichtete Formulierung sei ihm wichtig gewesen, „als die Debatte um Kampfpanzer nahtlos in eine über Kampfjets überging“.
Der Politikwissenschaftler Albrecht von Lucke kritisierte die beiden Initiatorinnen der Petition im Hinblick auf ihr weiteres Verhalten bei der Demonstration. Schwarzers Aussage, der eventuelle Versuch einer „Vernichtung von Russland“ könne „das Ende unserer Welt bedeuten“, sei „infam angstschürend“, da das „eigentliche Interesse der Ukraine“, die Verteidigung und Rückeroberung verlorener Gebiete, überhaupt nicht vorkomme. Und Wagenknechts Aussage, dass „Reichsbürger und Neonazis nicht erwünscht“ seien, ändere „nichts daran, dass vorher alle Friedensfreunde eingeladen waren“. Eine Distanzierung von AfD-Leuten habe nicht stattgefunden; diese ziehe Wagenknecht „offensichtlich immer noch in das Spektrum derer, die es zu gewinnen“ gelte.
Bundeskanzler Olaf Scholz erklärte Anfang März 2023, dass man die Ukraine weiterhin militärisch unterstützten werde, und dies „so lange es nötig [sei]“. Putin sei „im Moment“ nicht bereit, über einen gerechten Frieden zu verhandeln. Scholz führte aus, dass es „keinen Friedensschluss über die Köpfe der […] Ukrainer hinweg geben“ werde und dass man auch keinen Frieden schaffe, „wenn man hier in Berlin ‚Nie wieder Krieg‘ ruft und zugleich fordert, alle Waffenlieferungen an die Ukraine einzustellen“. Die deutschen Waffenlieferungen würden der Ukraine helfen, „sich zu verteidigen und durchzuhalten“.
Der Außenminister der Ukraine, Dmytro Kuleba, kritisierte in einem Interview die Berliner Friedensdemonstration scharf. Die Unterstützer sollten ehrlicherweise nicht „unter dem Slogan ,Stoppt den Krieg! Keine Waffenlieferungen‘ […] werben“. Was sie wirklich meinten, sei „lasst die Russen Ukrainer töten, foltern und vergewaltigen“, denn das würde passieren, wenn die Ukraine keine Waffen habe, um sich zu verteidigen. Jeder Ukrainer, „selbst der Soldat im Schützengraben“, der den angreifenden russischen Soldaten töte, wolle „mehr Frieden […] als der friedfertigste Demonstrant am Brandenburger Tor“.
Der Linken-Bundestagsabgeordnete Christian Leye und Mitorganisator der Kundgebung ging in einem Gastbeitrag für den Freitag auf Vorwürfe und Reaktionen auf das Manifest und die Kundgebung ein. Er erwähnt eine Umfrage des Spiegel, laut der 63 Prozent der Bevölkerung ein größeres Engagement der Bundesregierung für Friedensverhandlungen wünschen, und eine Forsa-Umfrage, in der 45 Prozent die Lieferung von Leopard-Panzern ablehnen, und berichtet von den bis dahin 725.000 Menschen, die das „Manifest für Frieden“ unterschrieben hatten. Die mediale Diffamierung der Demonstranten sei eine „hemmungslose Verrohung des Diskurses“. Natürlich dürfe man „die Friedenskundgebung ablehnen und grundverkehrt finden“, aber die „Entmenschlichung von Teilnehmerinnen des öffentlichen Diskurses, wahllose Nazi-Vergleiche und wüste Beschimpfungen“ seien „kein Teil einer demokratischen Diskussionskultur“.
Günter Verheugen, Erstunterzeichner des Manifests und Mitunterzeichner des von Peter Brandt und anderen initiierten Aufrufs „Frieden schaffen!“, bezeichnete die „Art und Weise, wie große Teile von Politik und Medien“ mit dem Manifest umgegangen seien, in einem Interview der Neuen Ruhr Zeitung als „bestürzend“. Man könne „den Eindruck gewinnen, dass selbst renommierte Medien in die Scharfmacherrolle schlüpfen und die Politik vor sich hertreiben.“ Nach einer Untersuchung des Kommunikationswissenschaftlers Marcus Maurer (Universität Mainz) habe es „in den deutschen Leitmedien […] ein deutliches Übergewicht zugunsten von Waffenlieferungen“ gegeben.
Die evangelische Theologin und Regionalbischöfin Petra Bahr sagte in einem Streitgespräch mit Margot Käßmann, die „zynische Pointe des Papiers“ bestehe darin, „dass sich alles um uns dreht, um die deutsche Angst vor einem Atomkrieg, deutsche Befindlichkeiten“. Der Aggressor Russland werde nicht adressiert und Kriegsverbrechen sowie der ukrainische Überlebenskampf würden „hintangestellt“.
Mit eigenen Vorschlägen zur Vorbereitung eines künftigen Friedens in der Ukraine zielt Wolfgang Ischinger unter anderem darauf, „den Schwarzers, Wagenknechts und Prechts den Wind endgültig aus den Segeln“ zu nehmen. Er plädierte im Tagesspiegel für eine „politisch-strategische Kontaktgruppe“ des Westens mit dem Mandat, „alle denkbaren Elemente möglicher künftiger Verhandlungskonzepte zu prüfen, Optionen für Verhandlungsstrategien zu entwickeln, Textentwürfe zu erarbeiten und mit der Ukraine abzugleichen.“
Der Politikwissenschaftler Wolfgang Merkel, der einer der Erstunterzeichner des Ende April 2022 in der Emma veröffentlichten Offenen Briefs an Kanzler Olaf Scholz war, sagte, er habe es abgelehnt, das „Manifest“ zu unterzeichnen, da durch „serienweise“ Unterzeichnung die Signatur unter dem ersten Brief „entwertet“ werde. Zudem hätte „die Abgrenzung zu den Rechten deutlicher gemacht werden müssen“ und diesmal hätten Wagenknecht und Schwarzer „etwas zu viel Personality-Show“ betrieben. Der Westen, so Merkel, habe „durchaus eine Pflicht, die Ukraine zu unterstützen“, dass sie diesen Krieg nicht verliere, die deutsche Regierung habe jedoch auch „eine demokratische Pflicht“ gegenüber ihren eigenen Bürgern. Waffenlieferungen seien „nur dann legitim“, wenn sie mit Bemühungen um Verhandlungen einhergingen. Mit Hilfe Chinas und der USA müsse man von Maximalpositionen abrücken und über einen „Territorialstatus von vor dem 22. Februar 2022“ sprechen sowie für den Donbass Lösungen wie „eine weitgehende und international garantierte Autonomie dieser Region innerhalb des ukrainischen Staatsgebietes“ finden. Auch der Kabarettist Dieter Nuhr, ebenso einer der Unterzeichner des „offenen Briefs“ von April 2022, erklärte, er habe das „Manifest“ nicht unterschrieben, da er „die Sache […] jetzt nach einem Jahr anders sehe“. Er halte mittlerweile „die Forderung nach Verhandlungen für völlig irreal“ und sehe „nicht mehr die Alternative zu dem, was wir gerade tun“.